# Mirette, az utazó nyomozó
A Mirette, az utazó nyomozó (eredeti cím: Les enquêtes de Mirette) 2016-tól futó francia–spanyol televíziós 2D-s számítógépes animációs sorozat, amelyet a KD Productions készített, és a Cyber Group Studios forgalmazott. Műfaját tekintve kalandfilmsorozat, filmvígjáték-sorozat és misztikus filmsorozat. Franciaországban a TF1 vetítette, Magyarországon a Minimax sugározta.

## Ismertető
A sorozat egy Mirette nevű fiatal francia nyomozó és beszélő macskafélék asszisztense, Jean-Pat nemzetközi kalandjait járja körül, miközben Mirette utazási ügynök édesapjával utaznak, és rejtélyeket fejtenek meg.

## Szereplők
| Szereplő  | Eredeti hang | Magyar hang     |
| --------- | ------------ | --------------- |
| Mirette   | ?            | Pekár Adrienn   |
| Jean-Pat  | ?            | Magyar Bálint   |
| Mollo     | ?            | Bácskai János   |
| Sophie    | ?            | Laurinyecz Réka |
| Gigi      | ?            | Albert Péter    |
| Tao       | ?            | Czető Ádám      |
| Charlotte | ?            | Czető Zsanett   |